# Distretto di Tarica
Il distretto di Tarica è un distretto del Perù nella provincia di Huaraz (regione di Ancash) con 5.394 abitanti al censimento 2007 dei quali 1.520 urbani e 3.874 rurali.
È stato istituito il 2 febbraio 1956.